# Тржиште свињског меса
Свињарство представља значајну грану сточарства, и то како са друштвено-економског, тако и са биолошко-зоотехничког становишта. Неравномерно је распоређено у свету, услед верског фактора.

## Међународно тржиште

### Узгој свиња
Укупан број свиња у свету износи 980 милиона грла (у циклусу производње - турнусу). Свињарство је у свету доста неравномерно распоређено. У многим деловима света, из верских разлога свиње се не гаје, односно месо се не користи у исхрани становништва. Регионално посматрано највећи произвођач је Азија, која даје две трећине укупног броја грла у свету. Највећи узгајивач свиња у свету је Кина, са 490 милиона грла, која даје половину укупног светског броја. узгој свиња зависи од деловања читавог низа чинилаца, пре свега, од производње кукуруза и концентрованих хранива, од производње приплодног материјала, броја приплодних крмача, повезаности произвођача хране, узгајивача и кланичне инудстрије, организованости тржишта, паритета цена, расног састава и сл.

### Производња свињског меса
Производња свињског меса у свету износи 115 милиона тона, што исказано по становнику износи 16 кг. У структури светске производње свињско месо налази се на првом месту. Производња је детерминисана бројем и структуром клања, као и просечном тежином грла при клању. Последњих година има тенденцију пораста у свету. Регионално посматрано највећи произвођач је подручје Азије, аналогно укупном броју грла, која даје више од половине светске производње. Европа даје четвртину укупне светске производње. Водећи светски произвођач је Кина са производњом од 53 милиона тона, која даје скоро половину светске производње. Она има интензиван раст јер свињско месо представља најзначајнију врсту меса у исхрани становништва. Укупна производња меса очекује се да достигне максимум до 90 милиона тона до краја ове деценије. Ова врста меса у структури продаје у Кини апсолутно доминира са учешћем од 63%.

### Међународни промет
Међународни промет свежег и смрзнутог свињског меса износи 11 милиона тона, односно у међународни промет доспева око 10% светске производње, што је мање од говеђег меса. У структури међународног промета свињско месо се налази на другом месту, иза пилећег меса са учешћем од 29%. Вредност извоза ове врсте меса износи нешто преко 30 милијарди долара годишње. Просечна извозна цена износи 2,8 долара по килограму. Има нижу цену у односу на говеђе месо.

### Извоз
Највећи регионални извозник је Европа, која у светском извозу учествује са три четвртине укупних количина.Водећи светски извозник је Немачка, која извози 1,8 милиона тона, што чини 16% укупног светског извоза. На међународном тржишту остварује укупну вредност извоза од нешто преко пет милијарди долара. Према обиму производње налази се на трећем месту у свету. Највећи извоз усмерен је у Италију, Пољску и Холандију.

### Увоз
Највећи регионални увозник свињског меса јесте, такође, Европа, која апсорбује половину укупних светских количина, што указује да се највећи део светског промета одвија управо у оквиру земаља овог континента. Највећи увозник је Италија са нешто преко милион тона, што чини 10% укупног светског увоза.

### Потрошња
Највећи глобални потрошач свињског меса је Кина са 57 милиона тона. Потрошња свињског меса има значајну тенденцију раста. Наиме, средином седмадесетих година, усред зелене револуције у земљи, потрошња свињског меса износила је осам килограма по становнику. Данас је та потрошња нарасла на преко 30 килограма свињског меса годишње. Иза Кине следе САД, Немачка, Вијетнам и Русија.

## Тржиште свињског меса у Републици Србији
Свињарство у Србији представља најзначајнију грану сточарске производње , како према обиму и нивоу производње, тако и потрошње. У укупној вредности сточарске производње учествује са једном трећином. Има дугу традицију производње и извоза. Наиме, познати су путеви извоза свиња још из времена Кнеза Милоша.

### Број грла
У Србији се узгаја 3,3 милиона грла свиња у турнусу. Највећи узгој лоциран је у породичним домаћинствима (81%), док је остатак на фармама агроиндустријских предузећа. Највећи број грла узгаја се у региону Војводине (41%), следи регион Шумадије и Западне Србије (33%), регион Јужне и Источне Србије (20%) и регион града Београда са 6%. Анализирајући по окрузима највећи број грла гаји се у Мачванском округу (општине: Богатић, Владимирци, Коцељева, Крупањ, Лозница, Љубовија, Мали Зворник и Шабац), који даје 15% укупног броја грла.

### Производња меса
Просечно се коље око 6 милиона грла. Највећи број грла се закоље на породичним домаћинствима (65%), док се у индустријским капацитетима коље 35% укупно закланих свиња.

### Потрошња
Потрошња свињског меса износи 18 килограма по становнику годишње. Остварује се тенденција значајног пада у односу на ранији период када је износила 25 килограма годишње. На ово је првенствено утицао пад куповне моћи потрошача. Потрошња је дупло мања у односу на европски просек.

### Промет
Свињско месо се ставља у промет као прасетина (месо прасади) и свињетина (месо свиња). Према количини и квалитету меса појединих делова свињске полутке, свињетина се ставља у промет као:
- Месо I категорије - месо бута, слабине са филеом
- Месо II категорије - месо леђа, плећке, врата и слабине без филеа. Месо леђа се ставља у промет само са костима.
- Месо III категорије - месо трбушине, ребра, груди, коленица и подлактица

### Спољнотрговинска размена
Извоз свињског меса је 12 хиљада тона, што вредносно износи 58 милиона долара. Извоз је усмерен у шест земаља (2013 - 2014). Највећи извоз се реализује у Русију 10 хиљада тона, 90% укупног извоза. Остатак се извози у Белорусију (5%), Црну Гору (2%), Босну и Херцеговину (1%) и остале земље (2%). Увоз свињског меса износи 15 хиљада тона. Највећи увоз реализовао се из Шпаније, Мађарске, Немачке, Француске и Аустрије.
Србија остварује негативан биланс спољнотрговинске размене у свињском месу.